# Хироюки Абэ
Хироюки Абэ (яп. 阿部 博之; род. 1936) — японский инженер-машиностроитель, президент Университета Тохоку, председатель Японской инженерной академии.

## Биография
Окончил среднюю школу в Сендае (1955). Окончил инженерный факультет Университета Тохоку (1959). Работал в фирме NEC. Закончил докторантуру на машиностроительном факультете Высшей инженерной школы Университета Тохоку (1967). Доцент инженерного факультета Университета Тохоку (1968). Приглашенный профессор в Северо-Западном университете (1975). Профессор инженерных наук в Университет Тохоку (с 1977). Декан Высшей инженерной школы Университета Тохоку (с 1993). 18-й президент Университета Тохоку (1996—2002).
Президент Японского общества инженеров-механиков (1996—1997). Член Научного совета Министерства образования (с 1998). Член Совета по отраслевой структуре Министерства экономики, торговли и промышленности (2001). Председатель Совета по науке и технологиям Министерства образования, культуры, спорта, науки и технологий. Председатель исследовательской группы по конкурентоспособности промышленности и интеллектуальной собственности.
Звание почётного профессора Университета Тохоку (2002). Председатель конференции по стратегии в области интеллектуальной собственности. Член Научно-технического совета (2003). Член Секретариата Кабинета министров по стратегии в области интеллектуальной собственности. Советник Японского научно-технического агентства (2007). Председатель Японской инженерной академии (с 2016).